# Симонас Билис
Симонас Билис (литв. Simonas Bilis; Паневежис, 11. новембар 1993) литвански је пливач чија ужа специјалност су спринтерске трке слободним стилом на 50 и 100 метара. Вишеструки је национални првак и рекордер и светски првак у пливању у малим базенима.

## Каријера
На међународној сцени дебитовао је на европском јуниорском првенству у Хелсинкију 2010, а први значајнији резултат у каријери остварио је већ наредне године на светском јуниорском првенству у Лими где је освојио седмо место у финалу трке на 50 слободно уз нови лични рекорд. На светским првенствима дебитовао је у Казању 2015. где је иако је у квалификацијама трке на 50 слободно испливао нови лични рекорд од 22,51 секунди заузео 20. место и није успео да се пласира у полуфинале. 
На Олимпијским играма дебитовао је у Рију 2016. где се такмичио у тркама на 50 и 100 слободно, те у штафети 4×100 мешовито. Најбољи резултат остварио је у најкраћој трци, на 50 слободно, у којој је успео да се пласира у финале и на крају заузме 8. место. У полуфиналу исте дисциплине испливао је нови лични рекорд од 21,71 секунди (заузео укупно 6. место у полуфиналу). Четири месеца након Рија учестовао је и на светском првенству у малим базенима у канадском Виндзору где је са новим личним рекордом освојио златну медаљу у трци на 100 слободно, док је на дупло краћој деоници био бронзани.
Учестовао је и на светском првенству у Будимпешти 2017. где је наступио у квалификацијама на 50 и 100 слободно, али ни у једној од трка није успео да се квалификује за полуфинала.
Током 2018. је остварио неколико запаженијих резултата на Европском првенству у Глазгову и Светском првенству у малим базенима у Хангџоуу. Пливао је и на светском првенству у корејском Квангџуу 2019, где се такмичио у три дисциплине — 50 слободно (21), 100 слободно (21) и 4×100 мешовито (11. место).  